# Атанас Тасев (професор)
Вижте пояснителната страница за други личности с името Атанас Тасев.
Атанас Тасев е български инженер, учен (изследовател и преподавател), изтъкнат енергиен експерт. Професор е по кибернетика и информатика.

## Биография
Роден е в Свиленград на 26 октомври 1945 г. Живее в родния си град до 3-годишна възраст, след което семейството му се премества във Велинград. Майка му е тютюноработничка и продавачка в магазин за зеленчуци, а баща му е железничар, ръководител на движението на гарите Свиленград и Велинград.
Образование
Завършва Техникума по механотехника в Карлово. Учи специалност „Централи и мрежи“ във ВМЕИ в София. Във II курс печели конкурс и заминава за Киев (СССР) да учи техническа кибернетика. Завършва „Автоматика и телемеханика“ в Киевския политехнически институт След дипломирането си (1969) остава за аспирантура. Завършва я с 4 изобретения, внедрени веднага във военнопромишления комплекс на СССР.
Учен
След аспирантурата е преподавател във ВМЕИ в София. Ръководи и лаборатория в Централния институт по комплексна автоматизация. В периода 1982 – 1990 г. ръководи най-големия проект на отбранителния комплекс – интегрираната система за управление на комбинат „Електрон“ във Варна на стойност 750 млн. щ. долара. При посещение в комбината на вицепрезидента ген. Атанас Семерджиев с американски адмирал гостът възкликва: „Подобно нещо имаме само на 3 места в САЩ!“
За 3 години е старши научен сътрудник в Координационния център по информатика и изчислителна техника на БАН. Разработва системи за разпознаване на звукови образи заради ширещия се телефонен тероризъм. Обяснява в интервю, че фонемата е уникална (както и отпечатъците на пръстите), така че и през кърпа да говори, винаги се разпознава говорещият.
В началото на 1990-те години преподава в Института по кибернетика на Академията на науките на Украйна, избран е за професор и за член на Международната академия по приложна радиоелектроника.
Като изобретател Тасев е автор на 18 патента, някои от които и до днес се прилагат във военното дело. Като вещо лице е спечелил всичките си 38 дела във Върховния азминистративен съд.
Консултант
Завърнал се в родината, поради широките му познания и контакти е включен в създаването на банка „Славяни“. Подготвян за неин първи заместник-председател, необяснимо не е включен в ръководството при регистрацията на банката. Става управител на застрахователната компания „Хермес иншурънс“.
Разнообразният му опит е продпоставка да се развие като финансов и енергиен консултант – в „Булгаргаз“ (1998), в Комитета по енергетика (по ТЕЦовете на комплекса „Марица изток“), на Световната банка (по енергетиката и комуналния сектор), в Столичния общински съвет (по „Топлофикация София“ и „Софийска вода“).
Тасев е финансов анализатор в преговорите между „Булгаргаз“ и „Газпром“, както и в изготвянето на прогнозите и анализите за най-големи в страната енергийни проекти – АЕЦ „Белене“ и ТЕЦовете на „Марица изток“ (1, 2 и 3).
Като представител на НДСВ е общински съветник в Столичния общински съвет (където оглавява комисията за мониторинг на комунални компании) от 2003 до 2007 г.
Член е на Българския енергиен форум и на междуведомствения консултативен съвет на правителството по проекта АЕЦ „Белене“, главен експерт в Комисията по енергетика в XL и XLII народно събрание.
Той е сред привържениците на идеята за основаване на държавна петролна компания, която да се намесва в регулирането на пазара на горива в страната.
Спортист
Тасев в младините си е спортист – има I разряд по плуване и бокс. Стрелец, задържа високи постижения дори в напреднала възраст.
Болен от COVID-19, постъпва в болница, където в последните дни е на кислородна терапия. Почива след усложнения в болницата на 9 декември 2020 г.

## Отличия
Още 32-годишен, е избран за най-добър изобретател на България през 1977 г. Носител е на национални и чуждестранни награди.
Обявен е за „Почетен гражданин на София“ през 2005 г.